# Ramón Rubial Cavia
Ramón Rubial Cavia (Erandio, 28 d'octubre de 1906 - Bilbao, 24 de maig de 1999) fou un obrer metal·lúrgic i polític basc, president del PSOE entre 1976 i 1999, senador i president del Consell General Basc.

## Biografia

### Infància i joventut
El seu pare, José Rubial, va emigrar des d'El Bierzo a Biscaia amb vuit anys. La seva mare, Leonor Cavia, va arribar a Bilbao als dos anys, acompanyant al seu pare, un paleta de Santander. Es van casar en 1905 i van tenir el seu primer fill, Ramón, un any després. Ramón va anar a l'escola primària a Erandio i als catorze anys ingressa a l'Escola d'Arts i Oficis per fer-se torner. Aquest any (1920), entra en el Sindicat Metal·lúrgic de la Unió General de Treballadors, unint-se dos anys després (1922) a les Joventuts Socialistes i al Partit Socialista Obrer Espanyol (PSOE).
Als 17 anys finalitza el seu aprenentatge en un taller del seu poble natal i comença a treballar com torner en diferents localitats: Reinosa, Barakaldo, Zorrotza… fins que en 1926 és contractat per la drassana de la Societat Espanyola de la Construcció Naval de Sestao (La Naval). Paral·lelament desenvolupa intenses activitats polítiques i sindicals i és detingut diverses vegades. Per primera vegada, durant la vaga general revolucionària de desembre de 1930, en contra de la monarquia, passa 4 dies a la presó. En 1934 és detingut com a responsable del moviment revolucionari a Erandio, fou jutjat i condemnat per sedició a una pena de presó de 6 anys, vuit mesos i 21 dies, que no va complir en la seva totalitat en promulgar-se una amnistia general després del triomf del Front Popular en les eleccions de febrer de 1936.

### Guerra Civil i dictadura franquista

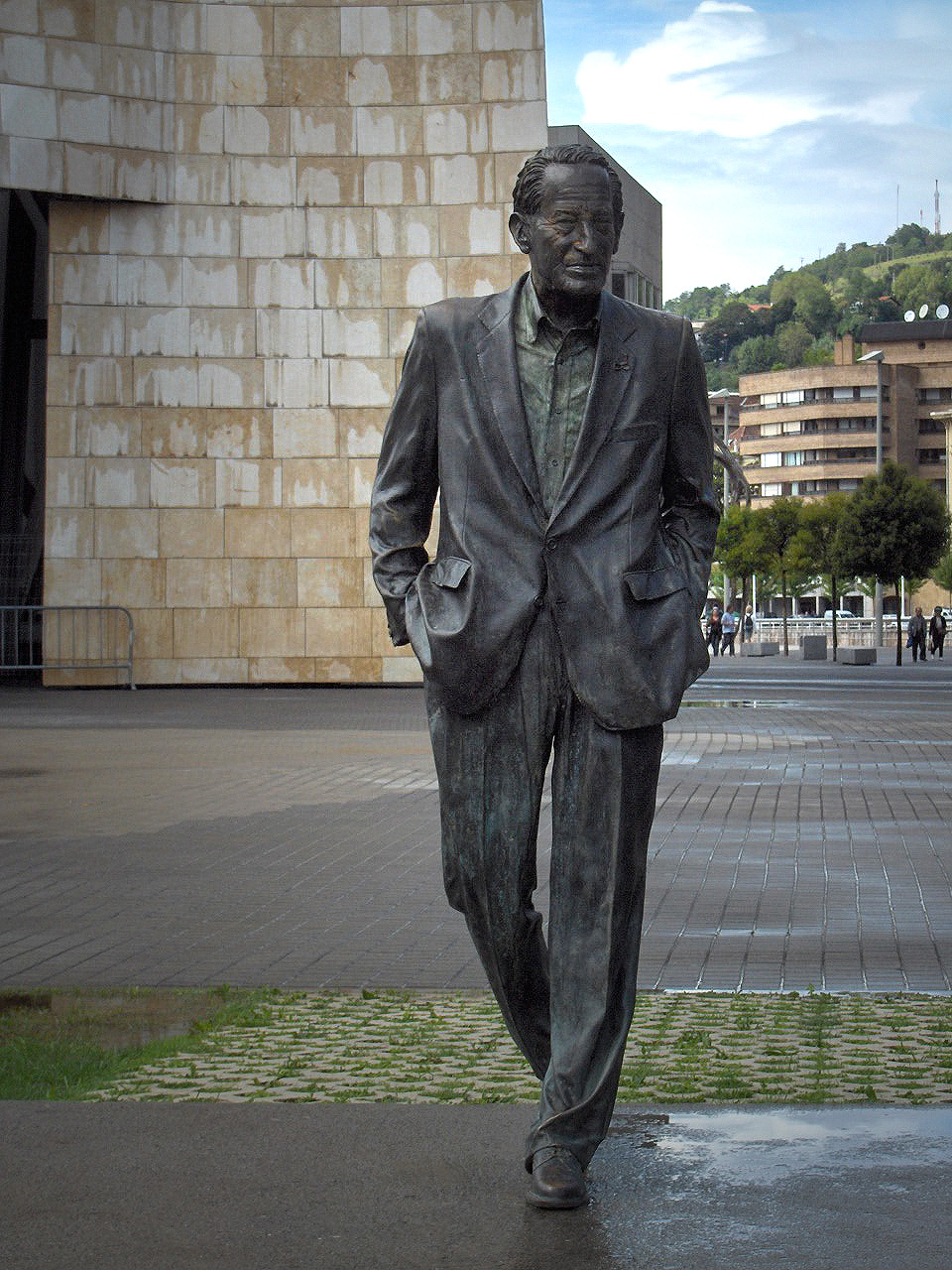
Conjunt escultòric de Casto Solano dedicat a Ramón Rubial, al costat del Museu Guggenheim Bilbao.

Va combatre en la Guerra Civil al front del Nord i fou fet presoner l'1 de novembre de 1937 en Bilbao, després de la qual cosa va ser primer condemnat a mort, pena que va ser commutada per trenta anys de presó. Durant la seva estada a la presó, va treballar en la reorganització del PSOE. En 1944 fou destinat a un escamot de treball a Babcock & Wilcox de Sestao, la qual cosa li permet entrar en contacte amb l'organització clandestina del PSOE en Biscaia. No obstant això, la caiguda de l'executiva en mans franquistes en 1945 li indueixen a deixar l'escamot de treball i tractar d'escapar a França. Aquest mateix any neix la seva filla, Lentxu Rubial Cachorro, que també serà afiliada al Partit Socialista. Malgrat la seva fugida va ser detingut a Oiartzun per la policia. L'inspector que va detenir Rubial era Melitón Manzanas, que posteriorment seria assassinat per ETA. Va estar empresonat a diverses presons i penals, entre 1947 i 1956 al penal del Dueso. Va ser excarcerat el 23 d'agost de 1956.
Després de la seva excarceració, es va establir a Deusto. Allí va treballar com a torner en els tallers d'un amic fins a la seva jubilació en 1976. Al mateix temps prossegueix la seva labor política. Amb el sobrenom de "Pablo" i com un dels màxims dirigents de la Comissió Permanent que dirigeix el PSOE a l'interior (especialment després de la caiguda d'Antonio Amat), viatja per tot el país, reorganitzant l'organització. En 1957 va ser detingut per tres mesos per associació il·legal. En 1967, va ser empresonat de nou per la seva participació en la vaga de Bandas, juntament amb Eduardo López Albizu i Nicolás Redondo i bandejat a Las Hurdes. En 1968 la policia franquista va descobrir una impremta clandestina del PSOE a Ripa, i Rubial torna a presó durant 20 dies. En 1969 va ser posat a la disposició del Tribunal d'Ordre Públic, fou finalment absolt en 1970 per falta de proves. Va acudir també als congressos del PSOE celebrats a França en la dècada de 1970: el de Tolosa de Llenguadoc en 1972 (en el qual va ser escollit membre de la Comissió Executiva del partit a l'interior) i el de Suresnes en 1974. Finalment, després de la mort del dictador i legalitzat ja el partit, en va ser elegit president en el XXVII Congrés, celebrat al desembre de 1976 a Madrid.

### Democràcia

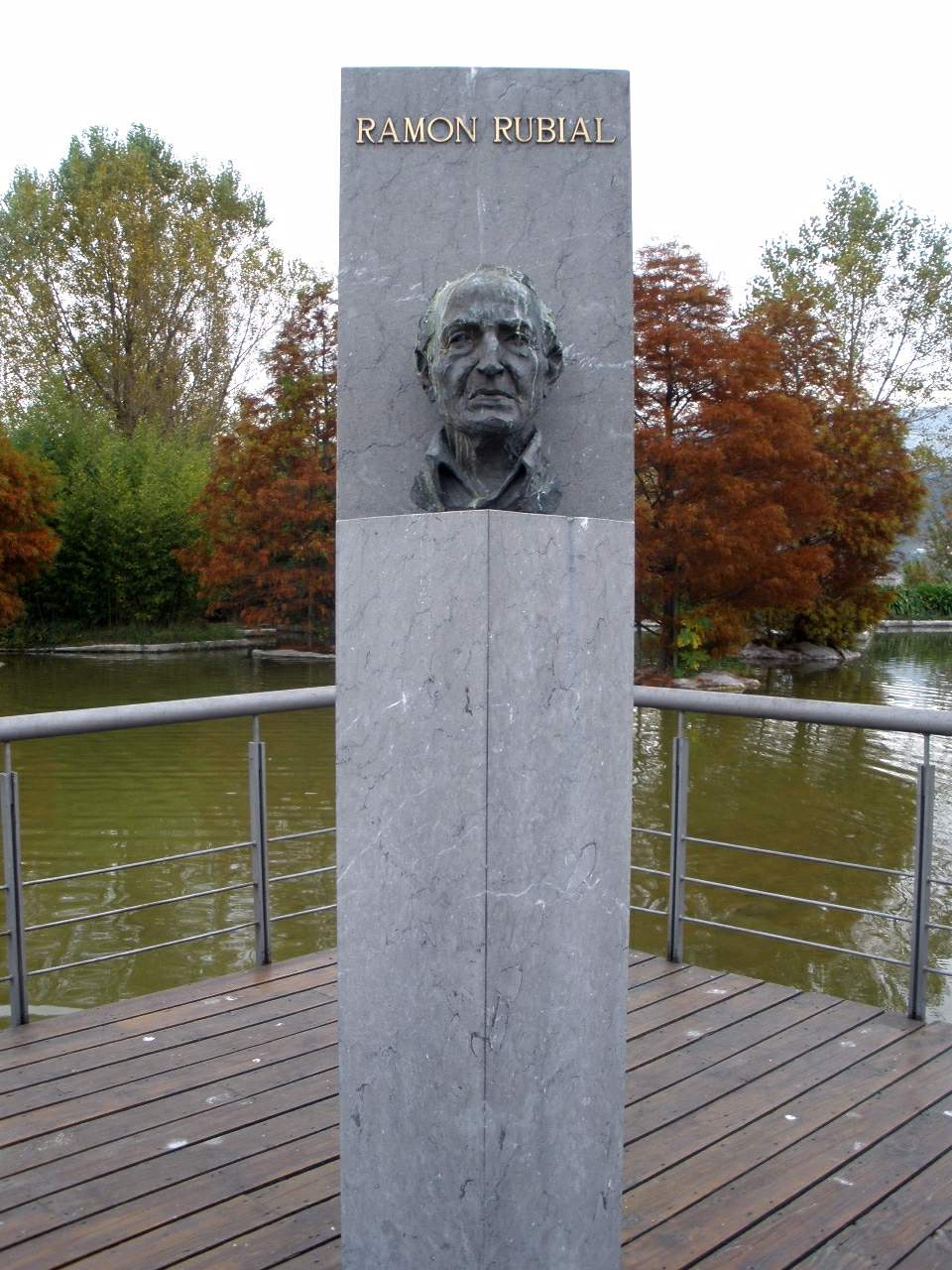
Monument a Ramón Rubial al Jardí Botànic de Barakaldo

Ramón Rubial va ser escollit senador per Biscaia a les eleccions constituents de 1977 per les llistes del Front Autonòmic. Durant la legislatura constituent va ser vicepresident segon del Senat. Com a membre de l'Assemblea de Parlamentaris Bascos, el 17 de febrer de 1978 va ser nomenat president del Consell General Basc, en vuitena ronda, davant Juan de Ajuriaguerra Ochandiano, del PNB, càrrec que va ocupar fins al 9 de juny de 1979, quan va ser substituït per Carlos Garaikoetxea (PNB). Durant el seu mandat es va elaborar l'avantprojecte d'estatut d'autonomia, es van rebre les primeres transferències i es va centrar en dos assumptes fonamentalment: la lluita armada d'ETA i l'atur.
Va ser reelegit senador per Biscaia en les eleccions de 1979, 1982, 1989 i 1993. En 1986 no va aconseguir acta de Senador, però aquest any va ser candidat en les eleccions al Parlament Basc, sense aconseguir tampoc escó. Finalment va ser parlamentari per renúncia d'un altre parlamentari i escollit senador en representació del Parlament Basc. En el Senat va ser membre de la Comissió Constitucional. Al maig de 1979 va cessar com a president del partit en nomenar-se després del congrés una comissió gestora per encarregar-se de la seva direcció (1979), de la qual formava part. No obstant això, al congrés extraordinari celebrat aquest mateix any, va ser escollit de nou president. Va ser reelegit com a president en tots els congressos que es van celebrar (1981, 1984, 1988, 1990, 1994 i 1997).
A l'octubre de 1986 el PSOE va publicar la seva biografia política i sindical, amb el títol Ramón Rubial, un compromís amb el socialisme, amb pròleg de Felipe González. El 31 d'octubre de 1991, a proposta del llavors ministre d'Afers exteriors, Francisco Fernández Ordóñez, el Govern li va concedir la Gran Creu del Orde del Mèrit Civil. En 1998 li va ser concedida la Creu de l'Arbre de Guernica, màxima distinció atorgada pel Govern basc.
En 1990 es va constituir la Fundació Espanyols al Món, vinculada al PSOE, que el seu objectiu és millorar les condicions assistencials dels emigrants espanyols i de la qual Ramón Rubial va ser nomenat president. En l'actualitat, la fundació es denomina Fundación Ramón Rubial-Españoles en el Mundo.